# Installatiehandleiding

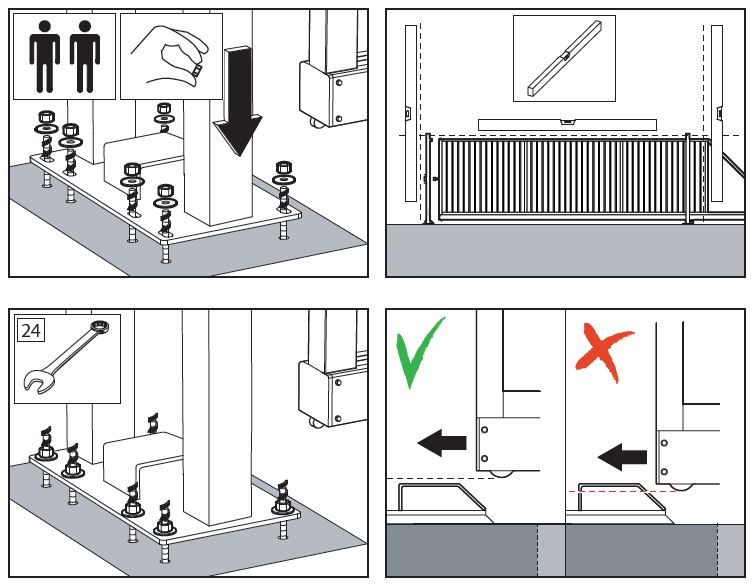
Installatiehandleiding rollend hekwerk installatie

Een installatiehandleiding is doorgaans een boekwerk met een verzameling instructies hoe een product bedrijfsklaar te maken en/of te verankeren op de vloer of aan de wand. Een installatiehandleiding is niet te verwarren met een montagehandleiding. In een montagehandleiding staat het assembleren van een product centraal. Bij een installatiehandleiding gaat het louter om het gebruiksklaar maken of verankeren van een al bestaand product, zoals een bedrijfsprinter of een pomp.
Een installatiehandleiding onderscheidt zich ook van een gebruikershandleiding. Een gebruikershandleiding richt zich op de gebruiker als een product al gebruiksklaar is. De doelgroep van een gebruikershandleiding is dan ook veel breder dan een installatiehandleiding. Terwijl een gebruikershandleiding een net zo grote doelgroep heeft als de gebruikers van het product, is een installatiehandleiding vooral bedoeld voor de professionele monteur.
Dat neemt niet weg dat de combinatie van een installatie- en gebruikershandleiding redelijk vaak voorkomt. Als een bedrijfsprinter niet al te ingewikkeld is om te installeren, kan het eerste hoofdstuk van de gebruikershandleiding luiden: ‘Installatie’. De gebruiker kan dan met dit hoofdstuk in de hand zelf zijn product bedrijfsklaar maken.

## Achtergrond
Op het eerste gezicht lijkt er geen noodzaak voor een aparte installatiehandleiding. Doorgaans wijst de installatie van een product zich vanzelf, zeker als het gaat om verankering van bijvoorbeeld een dieselgenerator in een hal of een pomp in een gemaal. Een installatiehandleiding lijkt dan niet noodzakelijk, zeker voor ervaren monteurs die vaak soortgelijke installatieklussen uitvoeren.
Toch bewijzen installatiehandleidingen altijd hun waarde. Ze doen vooral dienst als controlelijst om na te gaan of alle punten van de installatieprocedure goed zijn doorlopen. Installatiehandleidingen werken zodoende sterk veiligheidsverhogend. Afgezien daarvan zorgt een juiste installatie ook voor een optimale bedrijfszekerheid en daarmee minimale onderhoudskosten. Denk aan het voorkomen van trillingen door een correcte bevestigingswijze.
Een installatiehandleiding hoeft niet alleen in te gaan op verankering. Een installatiehandleiding kan ook in het teken staan van het bedrijfsklaar maken van een apparaat, bijvoorbeeld een mobiele verpakkingsmachine die op een bedrijfsnetwerk moet worden aangesloten. Zo’n mobiele verpakkingsmachine werkt waarschijnlijk het meest betrouwbaar in een bekabeld in plaats van draadloos netwerk. Maar dan moet wel iemand (steeds) op een correcte en vooral veilige manier die bekabeling aanbrengen. In dat geval is de informatie uit een installatiehandleiding onmisbaar.

## Geschiktheid
Hoewel een installatiehandleiding doorgaans het karakter heeft van een boekwerk, zijn er allerlei verschijningsvormen van dit type handleiding in omloop. Zo kan het gaan om uit te vouwen kaarten met illustraties, maar ook om PDF-versies op tablets en smartphones die het karakter hebben van checklists. Veel hangt af van de aard van het product. Een hekwerk vraagt eerder een kaart met illustraties, een dieselgenerator wellicht eerder om teksten met specificaties over brandstof en oliedruk in een checklist. Uiteraard zijn mengvormen tussen kaart en checklist zeer wel denkbaar.
Doorgaans zullen technisch schrijvers, ondanks hun gerichtheid op tekst, kiezen voor een illustratieve opzet van een installatiehandleiding. Illustraties zijn minder ambigu dan tekst en makkelijker te begrijpen. Een instructie die aangeeft waar precies de schroeven in te draaien, vraagt al snel een zin van meer dan 20 woorden. Een plaatje vertelt in een enkele seconde hetzelfde verhaal, bovendien zonder aanleiding te geven tot verwarring. Wat betekent immers “Zorg dat de wielen in lijn blijven liggen met de standaard.”? Een tekening maakt dat in een oogwenk duidelijk.

## Eisen
Aan een installatiehandleiding worden geen specifieke wettelijke eisen gesteld. Deze wettelijke eisen bestaan echter wel degelijk, in ieder geval in de EU en de VS. De wettelijke eisen hebben echter betrekking op de technische documentatie als geheel, dus inclusief een eventuele gebruikershandleiding en onderhoudshandleiding.
De wettelijke eisen aan de technische documentatie staan vooral in het teken van de veiligheid. Aan veiligheid koppelt de Europese Unie met name het begrip ‘begrijpelijk’. Als de uitleg van een installatieprocedure begrijpelijk is, leidt deze impliciet ook tot veilig gebruik. Natuurlijk zijn hiernaast ook expliciete veiligheidsinstructies onontbeerlijk, zoals geluidscontroles op maximale aantallen decibel na installatie van een machine.
De conclusie luidt dat de installatiehandleiding, als onderdeel van de technische documentatie, een veilig gebruik van het product moet maximaliseren. Blijft de installatiehandleiding in gebreke, dan kan de fabrikant aansprakelijk worden gesteld. Volgens de Europese wetgeving is een installatiehandleiding immers een integraal onderdeel van het product. Veel landen buiten Europa volgen deze Europese wetgeving, de zogenaamde Conformité Europeénne (CE).